# Мота Амарал, Жуан Бошку
 Жуан Бошку Мота Амарал (порт. João Bosco Mota Amaral; род. 15 апреля 1943, Понта-Делгада) — португальский государственный и политический деятель. С 2002 по 2005 год занимал должность председателя Ассамблеи Республики, а с 1976 по 1995 год — президента автономного регионального правительства Азорских островов.

## Биография
Имеет степень магистра права юридического факультета Лиссабонского университета и степень доктора наук honoris causa в области экономики Азорского университета. В 1969 году был избран депутатом Национальной ассамблеи, объединившись с либеральным крылом во главе с Франсишку Са Карнейру.
В мае 1974 года стал одним из основателей Социал-демократической партии Португалии, через месяц после Революции гвоздик, вместе с Франсишку Са Карнейру, Франсишку Пинту Балсеманом, Жоакимом Магальяйншем Мотой, Карлушем Мотой Пинту, Алберту Жуаном Жардимом, Антониу Барбозой ди Мелу и Антониу Маркешем Мендешем, отвечал за формирование правительства Азорских островов, являлся депутатом Учредительного собрания и Ассамблеи Республики.
Являлся первым президентом Азорских островов с 1976 по 1995 год. Был вице-председателем Ассамблеи Республики с 27 октября 1995 года по 4 апреля 2002 года и членом делегации Ассамблеи Республики в Парламентской ассамблее Европейского совета и Западноевропейского союза.
Являлся председателем Ассамблеи Республики с 10 апреля 2002 года по 16 марта 2005 года.
Также был членом Государственного совета Португалии с 1982 по 1995 год и снова с 2001 по 2005 год.

## Семья
Никогда не был женат и не имеет детей.